# Deutz-Fahr AX 160-S Turbo
Le Deutz-Fahr AX 160-S Turbo est un modèle de tracteur agricole à quatre roues produit par DECA, la filiale argentine du constructeur allemand Deutz-Fahr.
Ce tracteur assez basique mais puissant (157 ch DIN) et conçu en fonction des exigences du marché argentin est produit entre 1982 ou 1983 et 1988.

## Historique
Depuis la fin des années 1950, Deutz AG est présent en Argentine par sa filiale DECA issue de la fusion entre Deutz Agentina et Cantabrica SA. DECA propose des tracteurs dérivés des gammes Deutz européennes, mais plus rustiques, avec un minimum d'équipements et adaptés aux besoins et aux conditions de l'agriculture sud-américaine.
La gamme Deutz-Fahr AX, troisième produite en Argentine et née au début des années 1980, s'inspire de la gamme européenne DX ; le Deutz-Fahr AX 160-S turbo est le plus gros tracteur de cette gamme, et le seul dont le moteur soit équipé d'un turbocompresseur. Il est construit dans l'usine argentine de Haedo de 1982 ou 1983 jusqu'en 1988, semble-t-il.

## Caractéristiques
Le tracteur est équipé d'un moteur Diesel Deutz-Fahr à 6 cylindres en ligne d'une cylindrée totale de 6 128 cm3 (alésage de 102 mm pour une course de 125 mm) à injection directe. Il est équipé d'un turbocompresseur, refroidi par air et délivre une puissance maximale de 157 ch DIN à 2 400 tr/min.
La boîtes de vitesses, assez basique, offre dix vitesses avant et deux vitesses arrière, réparties en deux gammes ; même si la vitesse maximale est de 32 km/h, l'échelonnement des rapports n'est pas conçu pour une utilisation en transport sur route. Le relevage arrière ne possède aucun dispositif de contrôle, cet équipement n'étant pas couramment utilisé en Argentine. Alors que les tracteurs de ce niveau de puissance possèdent généralement une prise de force tournant à 1 000 tr/min, celle de l'AX 160-S ne tourne qu'à 540 tr/min.
Le tracteur n'est disponible qu'en version à deux roues motrices, le lestage des roues avant et arrière avec des masses métalliques ou en gonflant les pneus à l'eau permettant d'améliorer l'adhérence.
L'AX 160-S peut être équipé d'une cabine de conduite montée sur silentblocs dont le style est fortement inspiré des cabines des tracteurs européens Deutz-Fahr de la gamme DX. La ligne générale du tracteur se rapproche également de ce modèle.
La masse à vide du tracteur, hors lest et équipements optionnels, s'établit à 6 400 kg.

## Pour en savoir plus